# Großsteingrab Rantzau
Das Großsteingrab Rantzau ist eine megalithische Grabanlage der jungsteinzeitlichen Trichterbecherkultur bei Rantzau im Kreis Plön in Schleswig-Holstein. Es trägt die Sprockhoff-Nummer 202.

## Lage
Das Grab befindet sich westlich von Rantzau im Süden des Waldstücks Langfelder Holz. 3 km südöstlich liegt das Großsteingrab Hohensasel.

## Beschreibung
Die Anlage besitzt eine nordwest-südöstlich orientierte Grabkammer. Es handelt sich um einen erweiterten Dolmen mit einer Länge von etwa 2 m und einer Breite von etwa 1 m. Es sind drei Wandsteine an der südwestlichen und zwei an der nordöstlichen Langseite sowie zwei Abschlusssteine an der nordwestlichen Schmalseite erhalten. Ein Stein der Nordostseite, die südöstliche Schmalseite und sämtliche Decksteine fehlen. An der Südostseite dürfte sich der ursprüngliche Zugang zur Kammer befunden haben. Die Wandsteine sind ineinander verzahnt und bis auf einen nach innen geneigt.